# Gur-e Dokhtar
Gur-e-Dokhtar (en persa: گور دختر , 'tomba de la filla', 'tomba de la verge') és un mausoleu que data del segle v abans de la nostra era. Es troba a la vall de Bozpar, a la província de Buixehr (Iran).

## Arquitectura

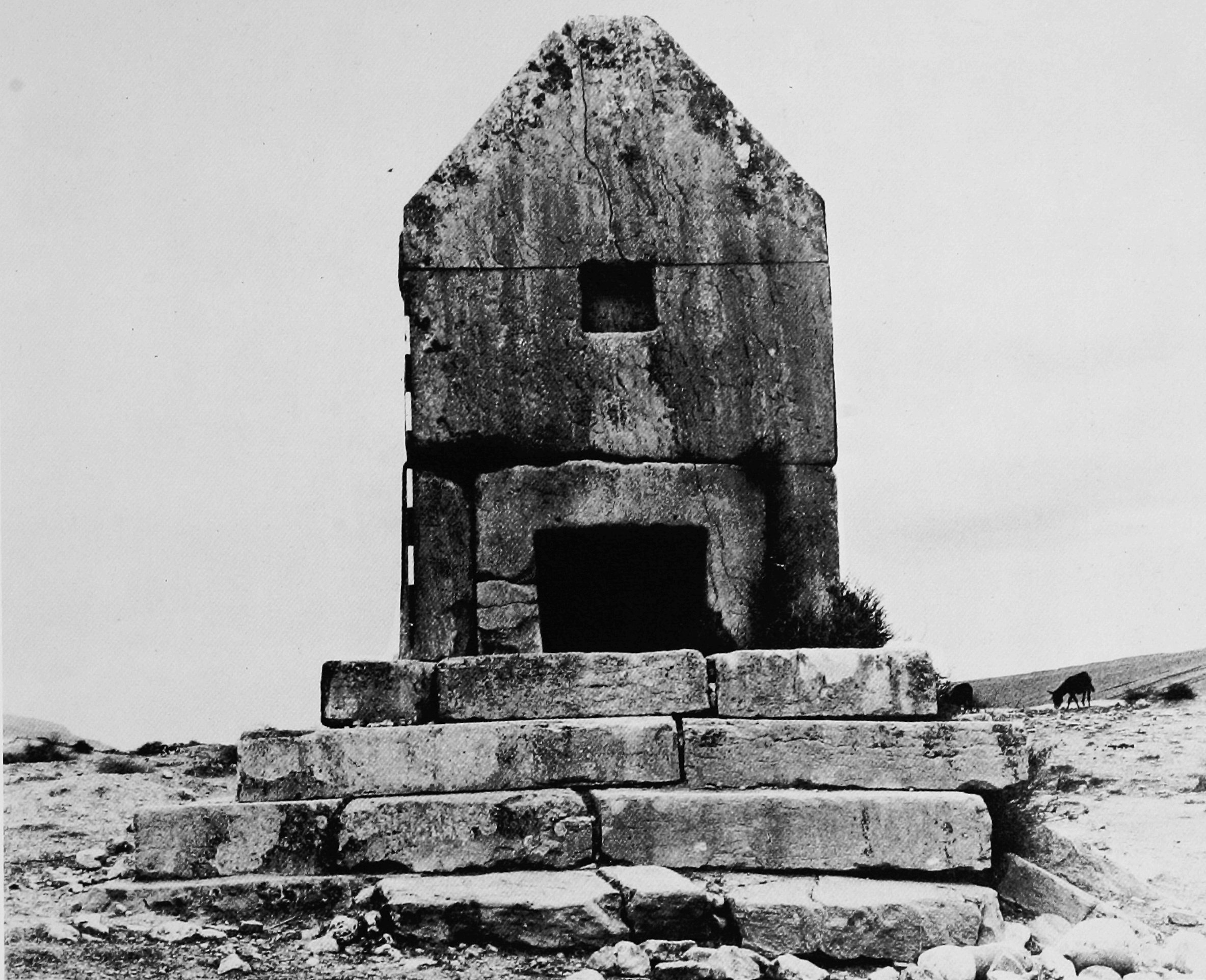
Gur-e Dokhtar, vista des del nord

Fet de pedres tallades de diferents grandàries, consta d'una cambra funerària amb sostre de dues aigües sobre una base de tres esglaons, cadascú d'uns 35 cm d'alçada. La cambra sepulcral rectangular, no massa gran, s'obri per una porta baixa (67 cm d'alt, 80 cm d'ample) al costat nord i prou gran com per a arrecerar un sarcòfag. El sostre pla de la cambra és cobert per una llarga llosa de pedra còncava, semblant a una volta, que al principi estava oculta a la vista externa per altes pedres de dues aigües als extrems i per pedres més petites que formaven un sostre de dues aigües als costats més llargs. Un petit nínxol es pot veure a la part superior de les parets davantera i posterior.(1)
Aquesta tomba és molt semblant a la Tomba de Cir a Pasàrgades, amb una base esglaonada, una cambra funerària rectangular i un sostre de dues aigües. La tomba de Bozpar, però, és notablement més menuda: només 4,45 m d'altura, amb una base de 5,10 m de llarg i 4,40 m d'amplada. La cambra funerària té 2,05 m d'alçada, 2,20 m de longitud i 1,55 m d'amplària.(1)

## Datació i destinació
El 1962, Vanden Berghe va suggerir que la tomba devia haver-se construït al segle vii ae, i la va atribuir provisionalment a l'avi de Cir el Gran, Cir I d'Anxan.
Al principi s'acceptà aquesta primera datació; més tard, però, es van acceptar les conclusions de C. Nylander, que demostrà, basant-se en la forma dels forats de les mènsules i en les avançades tècniques d'unió de les superfícies de pedra, que l'edifici no es podia haver construït abans del segle v ae.
Aquesta datació posterior va fer atribuir la tomba, per part de A. Sh. Shahbazi, a Cir el Jove, que va morir en la batalla de Cunaxa l'any 401 ae, i afirmà que havia estat erigida per sa mare, la reina Parisatis.
A part d'això, hi ha altres hipòtesis sobre l'adscripció de la tomba, com ara: Atossa, Mandane, Teïspes d'Anxan.

## Galeria

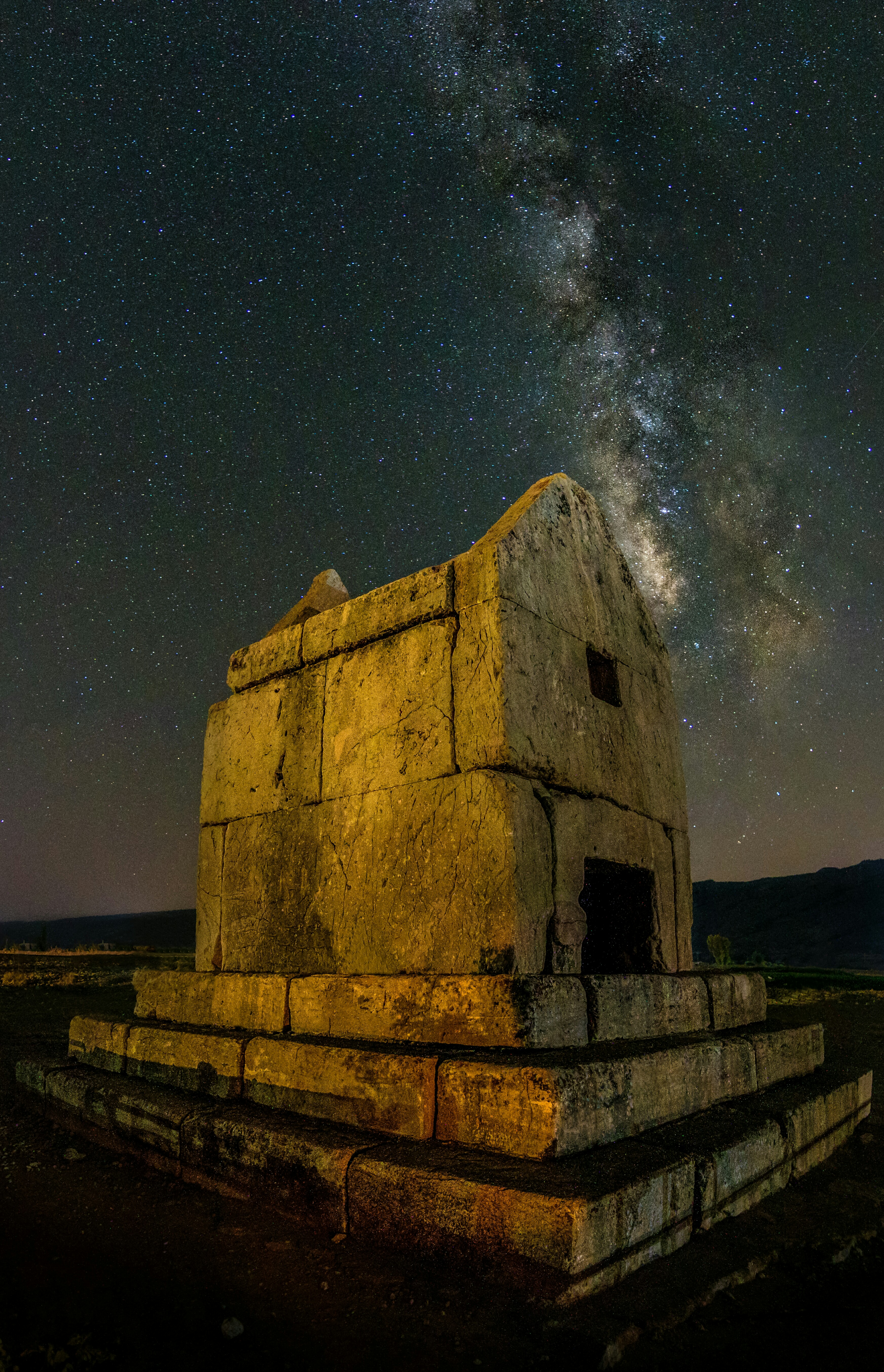
Gur-e-Dokhtar de nit
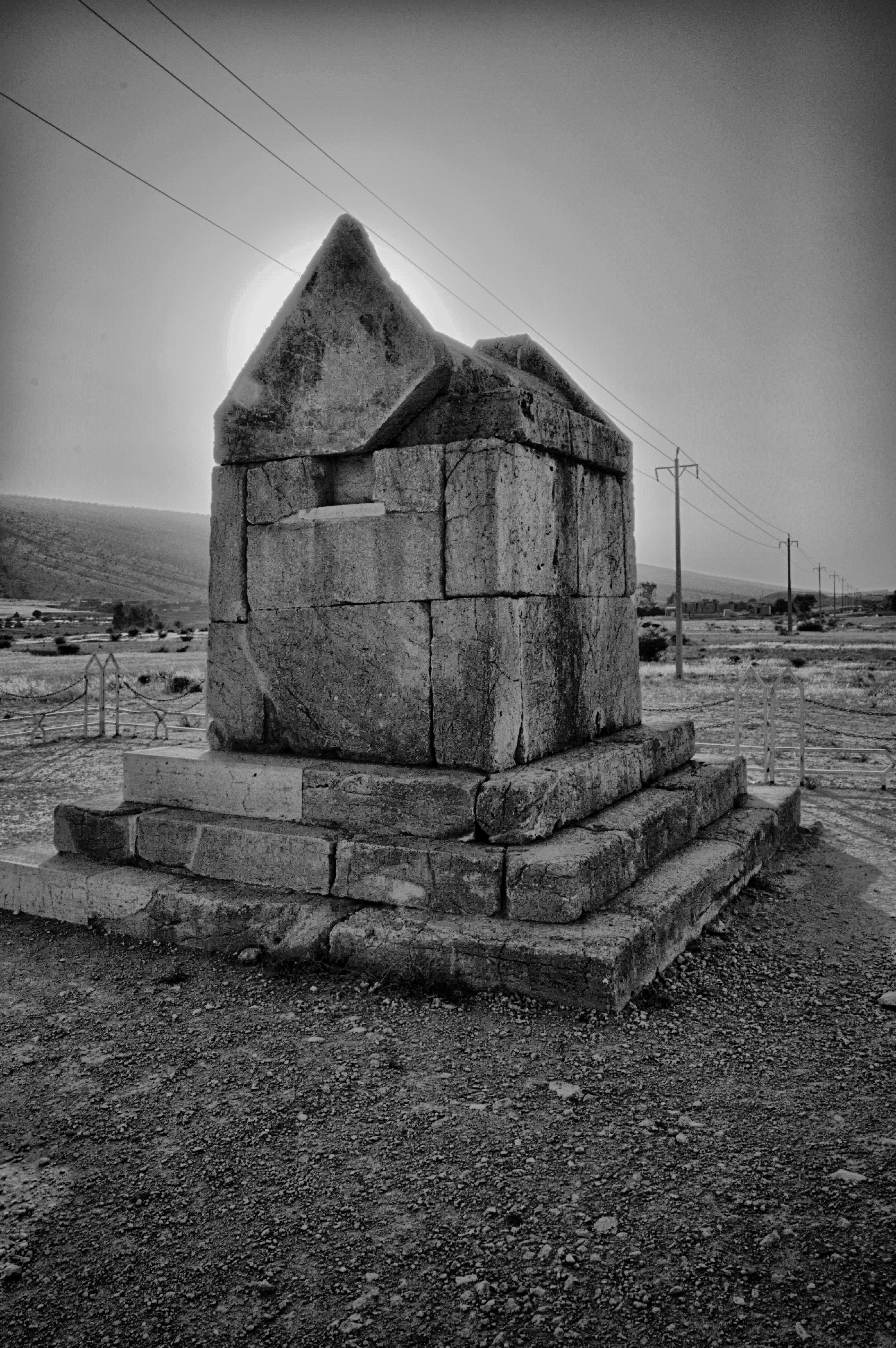
Gur-e-Dokhtar en blanc i negre
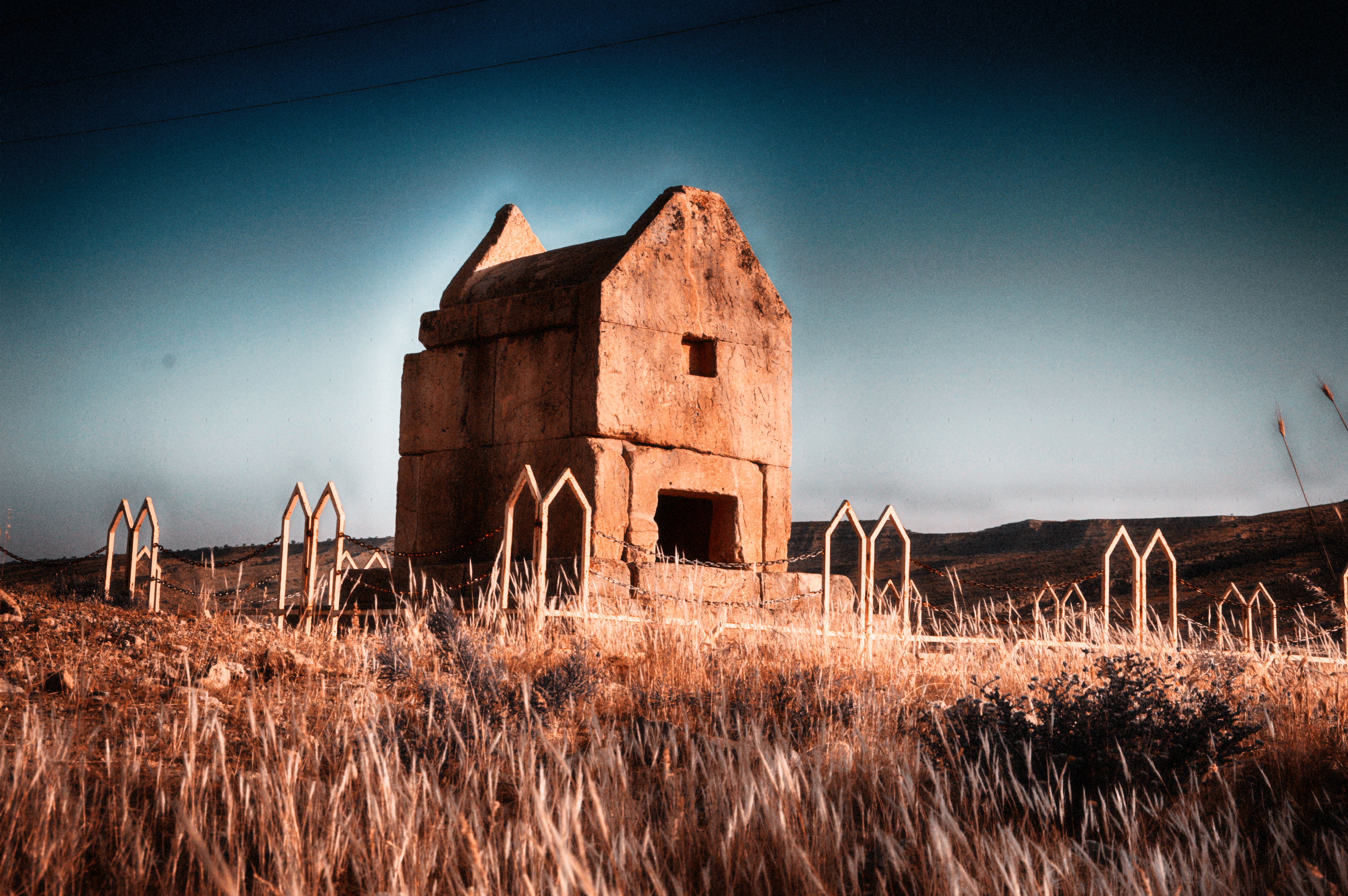
Gur-e-Dokhtar